# Ciudad del Cabo
Ciudad del Cabo (en afrikáans: Kaapstad AFI: [ˈkɑːpstɑt]; en inglés: Cape Town pronunciado /keɪp tʰaʊn/; en xhosa: iKapa) comparte capital con Pretoria y Bloemfontein además de ser la segunda ciudad más poblada de Sudáfrica, después de Johannesburgo. Forma parte del municipio metropolitano de la Ciudad del Cabo. Es la capital de la Provincia Occidental del Cabo, así como la capital legislativa de Sudáfrica, donde se ubican tanto el Parlamento Nacional como muchas otras sedes gubernamentales. Ciudad del Cabo es famosa por su puerto, así como por su conjunción natural de flora, la Montaña de la Mesa y Punta del Cabo. Es también el destino turístico más popular de África.
Situada en la bahía de la Mesa, se desarrolló originalmente como estación de abastecimiento para los barcos de la Compañía Neerlandesa de las Indias Orientales, que viajaban a África Oriental, India y Asia, más de doscientos años antes de la apertura del Canal de Suez en 1869. La llegada del navegante neerlandés Jan van Riebeeck el 6 de abril de 1652 significó el establecimiento del primer asentamiento europeo en el África subsahariana. Rápidamente superó su propósito original como el primer puesto de avanzada en el Castillo de Buena Esperanza, convirtiéndose en el centro económico y cultural de la Colonia del Cabo. Hasta la fiebre del oro de Witwatersrand y el desarrollo de Johannesburgo y Durban, Ciudad del Cabo era la ciudad más grande de Sudáfrica.
Desde 2007 la ciudad tiene una población estimada de 3,5 millones de habitantes. Su superficie de 2.499 kilómetros cuadrados la convierte en una de las ciudades más extensas del país, con una densidad demográfica comparativamente baja de 1.425 habitantes por kilómetro cuadrado.
En Robben Island (lit. "isla de las focas"), una isla muy cercana a Ciudad del Cabo, estuvo preso durante 27 años el líder del movimiento antiapartheid y Premio Nobel de la Paz, Nelson Mandela.
Desde el fin del apartheid, Ciudad del Cabo se mantiene como la plaza fuerte de la oposición política al ANC, siendo la única gran ciudad gobernada por la oposición. Ciudad del Cabo ocupa el 85.º puesto entre 215 ciudades del mundo por su nivel y calidad de vida, siendo la 1.ª ciudad de Sudáfrica y de África (según este ranking realizado por el Mercer Human Resources Consulting) y su alcaldesa Helen Zille fue nombrada mejor alcalde de 2008 (en sus tres años de gobierno el PIB de la ciudad creció en un 12 %, la delincuencia descendió en un 90 % y el desempleo cayó del 21 al 18 %).
Ciudad del Cabo es una de las ciudades más multiculturales del mundo, reflejando su rol como mayor destino para inmigrantes y expatriados de Sudáfrica. La ciudad fue nombrada Capital Mundial del Diseño en 2014 por el International Council of Societies of Industrial Design. En 2014, Ciudad del Cabo fue nombrado el mejor lugar del mundo para ser visitado por el New York Times y el Daily Telegraph.

## Historia
No existe certeza sobre la fecha en que los primeros humanos ocuparon el área antes de la ocupación europea en el siglo XV. Los restos más antiguos de la región se encontraron en la cueva Peers en Fish Hoek y datan de cerca de hace 12 000 años.
Poco se sabe de la historia de los primeros residentes de la región, debido a que no hay historial escrito de esta área antes de que fuera mencionada por primera vez por el navegante portugués Bartolomé Díaz: "El Fuerte", en 1486. Vasco de Gama registró un avistamiento del Cabo de Buena Esperanza en 1497 y el área no tuvo contacto regular con los europeos hasta 1652.
En 1652 el neerlandés Jan van Riebeeck y otros empleados de la Compañía Neerlandesa de las Indias Orientales (en neerlandés: Verenigde Oost-indische Compagnie, VOC) fueron enviados al Cabo a establecer una estación de ruta para barcos que viajaban a las Indias Orientales Neerlandesas. La ciudad creció lentamente en este período, debido a que era muy difícil encontrar mano de obra capacitada. Esto provocó la importación de esclavos desde Indonesia y Madagascar, muchos de los cuales se convertirían en las primeras comunidades mestizas de Ciudad del Cabo.
El Cabo permaneció bajo el control de Países Bajos hasta la década de 1780, cuando los neerlandeses combatieron en la guerra de Independencia de Estados Unidos y en las guerras de la Revolución francesa y la época napoleónica, junto a Francia en contra del Reino Unido. Como consecuencia, los británicos invadieron la colonia de El Cabo en 1795. Para esta época, la VOC ya había perdido casi toda su influencia en Ciudad del Cabo y estaba prácticamente al borde de la bancarrota. Cuando los neerlandeses cayeron ante los británicos, estos últimos fueron destinados a una guarnición en el Cabo con la excusa de prevenir una invasión francesa.
Los británicos ganaron indiscutiblemente el control de Ciudad del Cabo en 1795, en la batalla de Muizenberg. Según los términos de un acuerdo de paz negociado después de la guerra, el Cabo fue devuelto a Países Bajos en 1803. La guerra se reanudó más tarde ese mismo año y las fuerzas británicas volvieron a ocupar el Cabo, al ganar la batalla de Blaauwberg en 1806. En el tratado de paz de 1814 que finalizó la guerra en Europa, el Cabo fue incorporado permanentemente al Imperio británico. Al crecer el territorio bajo control británico, la ciudad se convirtió en la Colonia del Cabo recientemente formada.

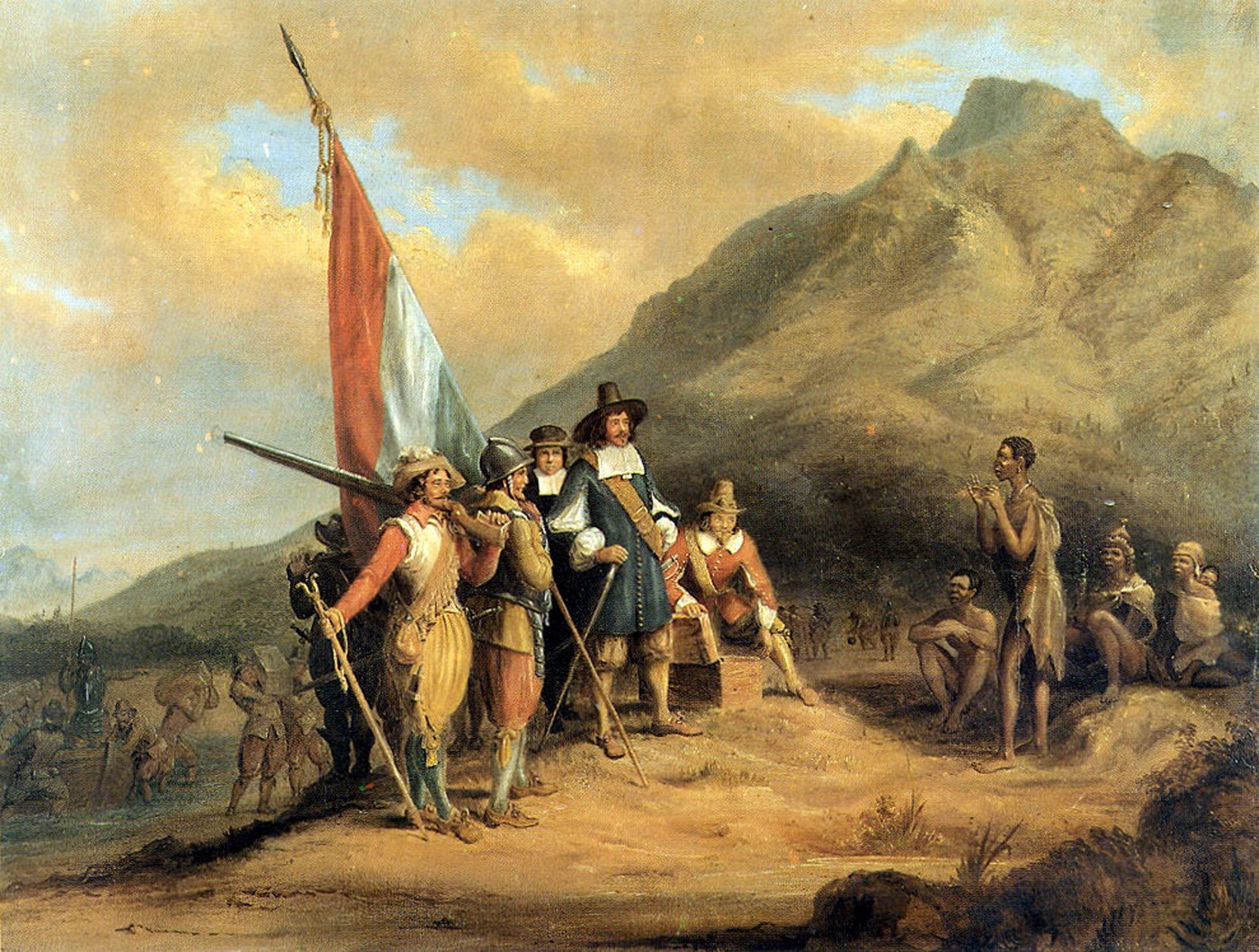
El arribo de Jan van Riebeeck a la bahía de la Mesa.

El descubrimiento de diamantes en Griqualand West en 1869 y de oro en la reserva de Witwatersrand en 1886, cerca de lo que hoy es Johannesburgo, provocó una fiebre de oro masiva. Johannesburgo creció rápidamente a medida que el país recibía oleadas de inmigrantes. Surgieron tensiones entre los bóeres, que habían tomado parte en el Great Trek y establecido repúblicas en el centro del país, los nuevos inmigrantes, llamados uitlanders y el gobierno colonial británico. Este conflicto resultó en la Segunda Guerra Anglo-Bóer. Luego que los británicos ganaran esta guerra y adquirieran el control de las industrias del oro y los diamantes, unificaron la Colonia del Cabo con las dos repúblicas bóeres derrotadas (la república Sudafricana y el Estado Libre de Orange) y la colonia británica de Natal, para formar la Unión de Sudáfrica, que fue proclamada en 1910 con Ciudad del Cabo como su capital legislativa, una función que continúa desempeñando hasta el presente.
En 1948, el Partido Nacional salió victorioso en una elección que prometía leyes de segregación racial, conocidas colectivamente por la palabra en afrikáans apartheid. Como consecuencia del Acta de Áreas de Grupos, que clasificó todas las áreas del país y ciudades de acuerdo a la raza, los suburbios anteriormente multirraciales fueron limpiados de residentes ilegales o demolidos. El ejemplo más famoso de esto en Ciudad del Cabo es el distrito 6, que fue demolido en 1965, forzando el movimiento de cerca de 60 000 residentes luego de que se declarara como una región sólo para blancos. Muchos de ellos fueron reubicados en las Planicies del Cabo. Bajo el apartheid, el Cabo se consideraba como una “zona laboral preferentemente mestiza” excluyendo a los negros africanos.
Ciudad del Cabo fue cuna de muchos líderes del movimiento antiapartheid, a pesar del encarcelamiento de los líderes en Robben Island, una isla penitenciaria 10 kilómetros mar adentro, muchos prisioneros políticos famosos fueron encerrados por muchos años. En uno de los momentos más importantes que marcaron el fin del apartheid, Nelson Mandela hizo público su discurso de décadas el 11 de febrero de 1990 desde el balcón del edificio municipal de Ciudad del Cabo horas después de haber sido liberado. Su discurso anunció el inicio de una nueva era para el país y se llevó a cabo la primera elección democrática sudafricana cuatro años más tarde, el 27 de abril de 1994.
Desde 1994, la ciudad ha tenido que afrontar problemas serios como el sida, la tuberculosis y el surgimiento de crímenes relacionados con las drogas, lo que le ha dado a la ciudad una de las tasas de homicidios más altas del mundo, aunque desde 2004 los índices de delincuencia en la ciudad han descendido un 90 % provocando el incremento de población en los distritos centrales. Se ha señalado la escasa calidad de los transportes públicos. Al mismo tiempo, la economía ha resurgido en niveles sin precedentes, por el boom del turismo y las industrias inmobiliarias.
Desde el fin del apartheid, Ciudad del Cabo se mantiene como la plaza fuerte de la oposición política al ANC, siendo la única gran ciudad gobernada por la oposición. Ciudad del Cabo ocupa el puesto n.º 85 entre 215 ciudades del mundo por su nivel y calidad de vida, siendo la 1.ª ciudad de Sudáfrica, y de África, según este ranking realizado por el "Mercer Human Resources Consulting". Su alcaldesa Helen Zille fue nombrada mejor alcalde de 2008 (en sus tres años de gobierno el PIB de la ciudad creció en un 12 %, la delincuencia descendió en un 90 % y el desempleo cayó del 21 al 18 %). Este galardón ha sido refrendado por los resultados de las elecciones generales de 2009 y 2014, en estas últimas (7 de mayo) la Alianza Democrática ha obtenido el 59,4 % y el 61,5 % de los votos en la provincia y la ciudad respectivamente.

## Geografía

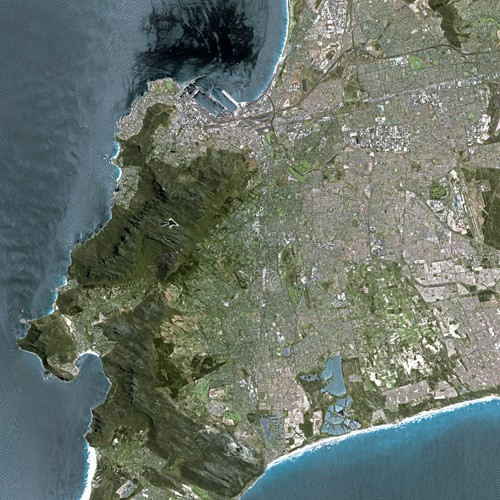
Vista satelital de Ciudad del Cabo.

El centro de Ciudad del Cabo se sitúa en un extremo norte de la Península del Cabo. La Montaña de la Mesa forma una marcada depresión hacia la cuenca de la ciudad, con su meseta de un kilómetro de altura y está rodeada de acantilados casi verticales, el pico del Diablo y la Cabeza de León. A veces se forma una franja delgada de nubes sobre la montaña y debido a su apariencia se le llama el “mantel de la mesa”. La península consta de una abrupta cadena montañosa que sobresale en el océano Atlántico y termina en Punta del Cabo. Existen más de 70 picos sobre los 300 metros (la definición americana de una montaña) dentro de los límites oficiales de la ciudad. Muchos de los suburbios de Ciudad del Cabo se encuentran en el gran plano de las Planicies del Cabo, que se junta con la península en la tierra principal. Las Planicies del Cabo descansan en lo que se conoce como un plano marino ascendente, consistente en su mayor parte de la arena geológica que muestra que en un punto la Montaña de la Mesa fue una isla.

### Clima
Clima mediterráneo de veranos suaves con estaciones bien definidas. En el invierno, que va de mayo a agosto, grandes frentes fríos vienen del océano Atlántico con fuertes precipitaciones y vientos del noroeste. Los meses de invierno son frescos, con una temperatura mínima promedio de 10 °C.
La mayor parte de la lluvia de la ciudad cae en invierno, pero debido a la topografía montañosa de la ciudad, las cantidades de lluvia pueden variar espectacularmente para cada área específica. El suburbio de Newlands que se encuentra al sur de la ciudad, es considerado el más húmedo de Sudáfrica. Las planicies del Valle Costero tienen de promedio 515 milímetros de lluvia al año, mientras las áreas montañosas pueden promediar hasta 1500 milímetros anuales. El verano, que va de noviembre a febrero, es suave y seco. La Península recibe frecuentemente vientos fuertes del sudeste, conocidos localmente como los Doctores del Cabo, porque limpian el aire de la contaminación. Este viento es causado por un sistema de alta presión que se origina en el sur atlántico al oeste de Ciudad del Cabo, conocido como el alto sur atlántico. Las temperaturas veraniegas son suaves, con una máxima promedio de 26 °C, aunque el clima puede variar mucho.
| Parámetros climáticos promedio de Ciudad del Cabo (1961–1990) | Parámetros climáticos promedio de Ciudad del Cabo (1961–1990) | Parámetros climáticos promedio de Ciudad del Cabo (1961–1990) | Parámetros climáticos promedio de Ciudad del Cabo (1961–1990) | Parámetros climáticos promedio de Ciudad del Cabo (1961–1990) | Parámetros climáticos promedio de Ciudad del Cabo (1961–1990) | Parámetros climáticos promedio de Ciudad del Cabo (1961–1990) | Parámetros climáticos promedio de Ciudad del Cabo (1961–1990) | Parámetros climáticos promedio de Ciudad del Cabo (1961–1990) | Parámetros climáticos promedio de Ciudad del Cabo (1961–1990) | Parámetros climáticos promedio de Ciudad del Cabo (1961–1990) | Parámetros climáticos promedio de Ciudad del Cabo (1961–1990) | Parámetros climáticos promedio de Ciudad del Cabo (1961–1990) | Parámetros climáticos promedio de Ciudad del Cabo (1961–1990) |
| Mes                                                           | Ene.                                                          | Feb.                                                          | Mar.                                                          | Abr.                                                          | May.                                                          | Jun.                                                          | Jul.                                                          | Ago.                                                          | Sep.                                                          | Oct.                                                          | Nov.                                                          | Dic.                                                          | Anual                                                         |
| ------------------------------------------------------------- | ------------------------------------------------------------- | ------------------------------------------------------------- | ------------------------------------------------------------- | ------------------------------------------------------------- | ------------------------------------------------------------- | ------------------------------------------------------------- | ------------------------------------------------------------- | ------------------------------------------------------------- | ------------------------------------------------------------- | ------------------------------------------------------------- | ------------------------------------------------------------- | ------------------------------------------------------------- | ------------------------------------------------------------- |
| Temp. máx. abs. (°C)                                          | 39.3                                                          | 38.3                                                          | 42.4                                                          | 38.6                                                          | 33.5                                                          | 29.8                                                          | 29.0                                                          | 32.0                                                          | 33.1                                                          | 37.2                                                          | 39.9                                                          | 41.4                                                          | 42.4                                                          |
| Temp. máx. media (°C)                                         | 26.1                                                          | 26.5                                                          | 25.4                                                          | 23.0                                                          | 20.3                                                          | 18.1                                                          | 17.5                                                          | 17.8                                                          | 19.2                                                          | 21.3                                                          | 23.5                                                          | 24.9                                                          | 22.0                                                          |
| Temp. media (°C)                                              | 20.4                                                          | 20.4                                                          | 19.2                                                          | 16.9                                                          | 14.4                                                          | 12.5                                                          | 11.9                                                          | 12.4                                                          | 13.7                                                          | 15.6                                                          | 17.9                                                          | 19.5                                                          | 16.2                                                          |
| Temp. mín. media (°C)                                         | 15.7                                                          | 15.6                                                          | 14.2                                                          | 11.9                                                          | 9.4                                                           | 7.8                                                           | 7.0                                                           | 7.5                                                           | 8.7                                                           | 10.6                                                          | 13.2                                                          | 14.9                                                          | 11.4                                                          |
| Temp. mín. abs. (°C)                                          | 7.4                                                           | 6.4                                                           | 4.6                                                           | 2.4                                                           | 0.9                                                           | -1.2                                                          | -4.3                                                          | -0.4                                                          | 0.2                                                           | 1.0                                                           | 3.9                                                           | 6.2                                                           | -4.3                                                          |
| Precipitación total (mm)                                      | 15                                                            | 17                                                            | 20                                                            | 41                                                            | 69                                                            | 93                                                            | 82                                                            | 77                                                            | 40                                                            | 30                                                            | 14                                                            | 17                                                            | 515                                                           |
| Días de precipitaciones (≥ 0.1 mm)                            | 5.5                                                           | 4.6                                                           | 4.8                                                           | 8.3                                                           | 11.4                                                          | 13.3                                                          | 11.8                                                          | 13.7                                                          | 10.4                                                          | 8.7                                                           | 4.9                                                           | 6.3                                                           | 103.7                                                         |
| Horas de sol                                                  | 337.9                                                         | 297.4                                                         | 292.9                                                         | 233.5                                                         | 205.3                                                         | 175.4                                                         | 193.1                                                         | 212.1                                                         | 224.7                                                         | 277.7                                                         | 309.8                                                         | 334.2                                                         | 3094.0                                                        |
| Humedad relativa (%)                                          | 71                                                            | 72                                                            | 74                                                            | 78                                                            | 81                                                            | 81                                                            | 81                                                            | 80                                                            | 77                                                            | 74                                                            | 71                                                            | 71                                                            | 76                                                            |
| Fuente n.º 1: World Meteorological Organization, NOAA         |                                                               |                                                               |                                                               |                                                               |                                                               |                                                               |                                                               |                                                               |                                                               |                                                               |                                                               |                                                               |                                                               |
| Fuente n.º 2: South African weather service eNCA              |                                                               |                                                               |                                                               |                                                               |                                                               |                                                               |                                                               |                                                               |                                                               |                                                               |                                                               |                                                               |                                                               |

### Flora y fauna
Situada en un punto caliente de biodiversidad, así como el Reino florístico del Cabo, la ciudad del Cabo tiene uno de los más altos niveles de biodiversidad de un área equivalente en el mundo. Es el hogar de un total de 19 diferentes tipos de vegetación, de las cuales varias son completamente endémicas de la ciudad.
También es el hábitat de cientos de especies endémicas, que están severamente restringidas o amenazadas. Esta enorme diversidad de especies se debe principalmente que la ciudad goza de una ubicación, en el punto de convergencia de varios tipos diferentes de suelos y microclimas.
Desgraciadamente, el rápido crecimiento de la población y la expansión urbana, han cubierto gran parte de estos ecosistemas. En consecuencia Ciudad del Cabo cuenta con más de 300 especies de plantas amenazadas y 13 que ahora están extintas. De hecho, la Península del Cabo que se encuentra totalmente dentro de la ciudad, tiene la mayor concentración de especies amenazadas de cualquier área continental de tamaño equivalente en el mundo. Pequeños remanentes en peligro crítico de extinción o extintas de plantas, a menudo sobreviven en los bordes de los caminos, veredas y campos deportivos. Los ecosistemas restantes están parcialmente protegidos por un sistema de más de 30 reservas naturales, incluyendo el masivo parque nacional Montaña de la Mesa.

## Gobierno

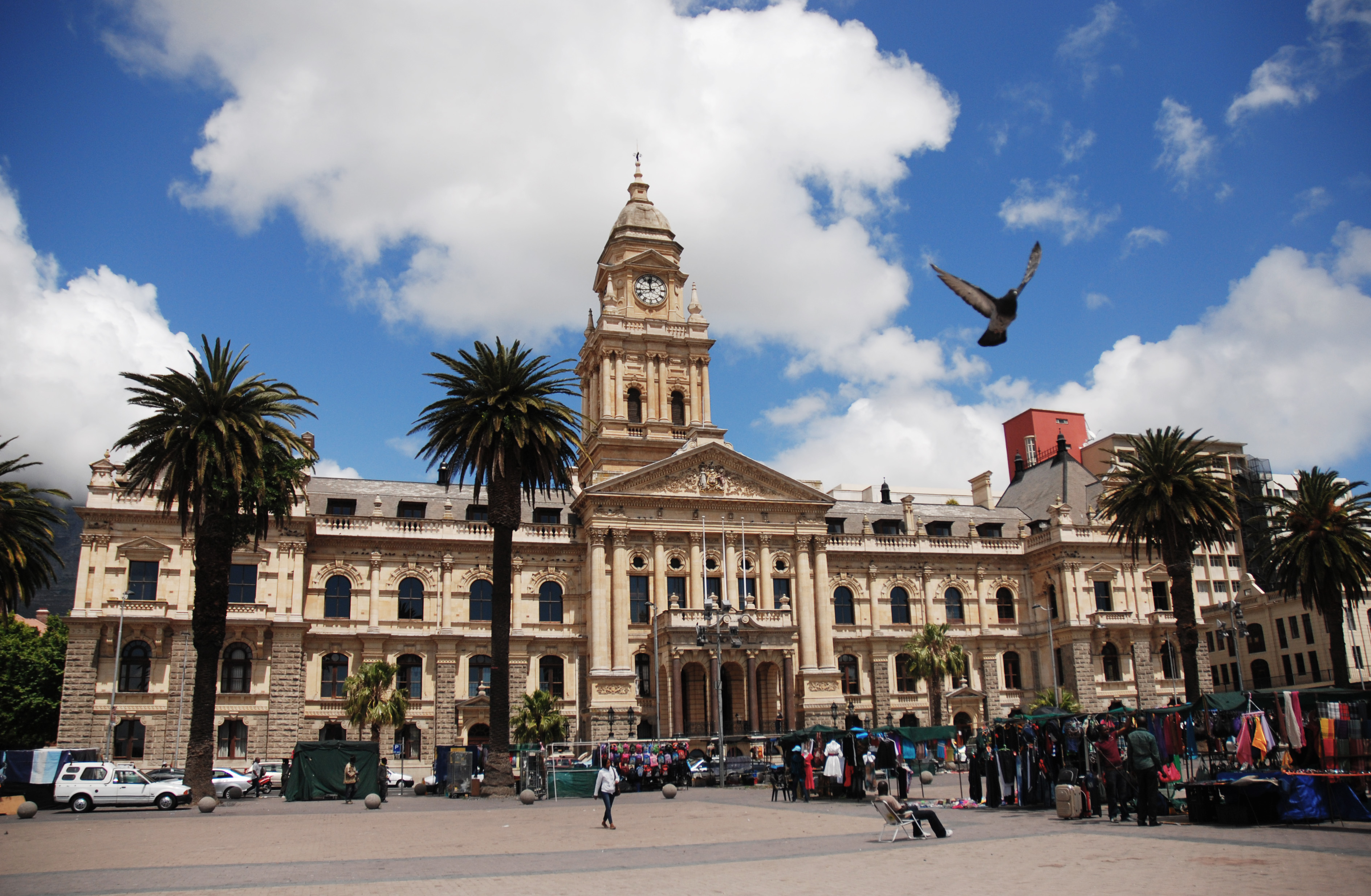
Ayuntamiento de Ciudad del Cabo (Die Raadsaal van Kaapstad), ubicada en City Bowl.

Ciudad del Cabo es la única gran ciudad sudafricana no gobernada por el ANC, siendo su anterior alcaldesa (Helen Zille) la líder de la oposición nacional.
Su gobierno local es de un municipio metropolitano que es regido por 231 miembros del consejo de la ciudad, que responden ante un consejo ejecutivo de 28 miembros. Este es presidido por un gerente de la ciudad y un alcalde ejecutivo, que se turnan en sus funciones. La Ciudad del Cabo se divide en 105 distritos electorales, cada uno de los cuales elige directamente a uno de los miembros del consejo, mientras los restantes 126 concejales son electos por un sistema de representación proporcional de partidos políticos. El alcalde es elegido por el consejo de la ciudad.
El alcalde actual es Patricia de Lille de la Alianza Democrática, que sustituyó a su compañero de partido Dan Plato tras las elecciones locales de 2011. Las elecciones generales y provinciales de 2014 han confirmado el buen gobierno de Helen Zille y Patricia de Lille, al obtener la mayoría absoluta en la provincia (59,4%) y en la ciudad (61,5% de los votos). En las últimas elecciones locales de 2016, la Alianza Democrática volvió a ser el partido mayoritario ya que aumentó sus puestos en el consejo, 154 de 231 (61% del voto), casi el triple que los 57 puestos ganados por el Congreso Nacional Africano que perdió 16 puestos.
Antes de la unificación del gobierno local de Ciudad del Cabo en la llamada “Unión", estaba dividida en seis “Administraciones” regionales, muchas de las funciones de la Unión aún se dividen según las antiguas Administraciones, que incluyen “Ciudad del Cabo”, que posee las regiones de la Cuenca de la Ciudad, el Borde Costero Atlántico y los suburbios sureños, Pinelands, Langa y Plano de Mitchell. La Península del Sur incluye la Bahía Hout, Wynberg, Constantia, Fish Hoek, Kommetjie, Noordhoek y Simon's Town. La región Blaauwberg comprende Milnerton, Tableview, y Bloubergstrand. Tygerberg tiene su propia región con Durbanville, Bellville y Khayelitsha dentro de ella. Oostenberg comprende Kraaifontein, Brackenfell, Kuilsrivier, Blue Downs y Eerste Rivier. Por último, la administración de Helderberg se compone de Somerset West, Strand y la Bahía de Gordon.

## Demografía

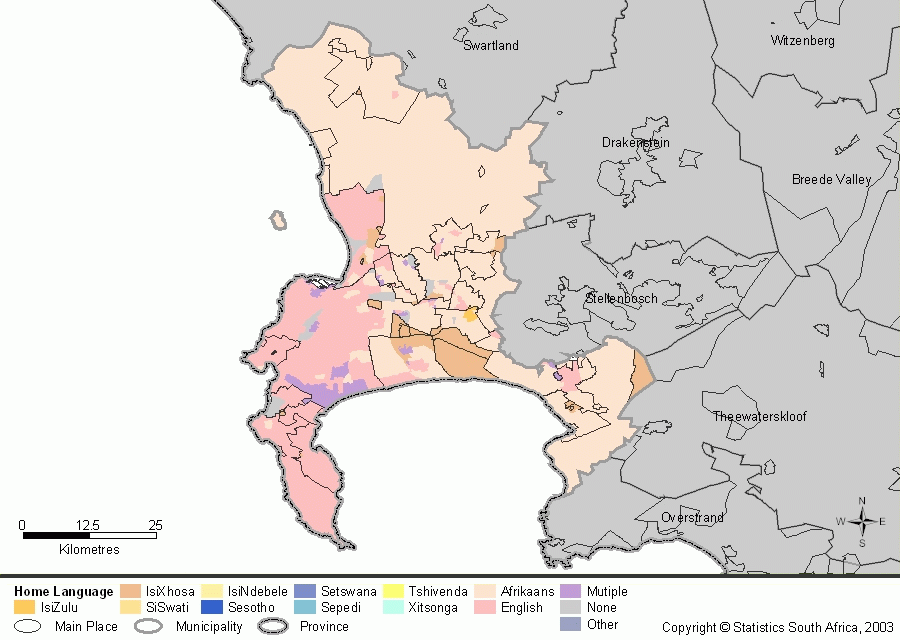
Distribución geográfica de los idiomas en Ciudad del Cabo.

Según el censo nacional de 2023, la población de Ciudad del Cabo es de 4.770.313 habitantes. Existen 759 767 viviendas formales, de las cuales el 87,4 % posee inodoro de alcantarillado o químico y el 94,4 % tiene servicio de retiro de basura del municipio por lo menos una vez por semana. El 80,1 % de las viviendas usa electricidad como fuente principal de energía. El 16,1 % de las viviendas son de propiedad de una persona.
Los mulatos (coloured) representan el 35.1 % de la población, los negros africanos con el 45.7 %, los blancos con el 16.2 % y los asiáticos con el 1,6 %. El 46,6 % de la población tiene menos de 24 años de edad, mientras que el 5 % tiene más de 65 años. La media de edad en la ciudad es de 26 años y por cada 100 mujeres hay 92,4 hombres. El 19,4 % de los residentes de la ciudad están desempleados (frente al 25,2 % de media nacional), de ellos el 58,3 % son de raza negra, el 38,1 % son mestizos, el 3,1 % son blancos y el 0,5 % son asiáticos. Ciudad del Cabo es la única de las diez ciudades sudafricanas de más de 1/2 millón de habitantes con mayoría de población no negra y además cuentan con una gran comunidad de descendientes de ingleses y 60 000 sefardíes que viven en la ciudad.
El 41,4 % de los residentes de Ciudad del Cabo habla afrikáans en sus hogares, el 28,7 % habla xhosa, el 27,9 % habla inglés, el 0,7 % habla sesotho, el 0,3 % habla zulú, el 0,1 % habla setswana y el 0,7 % de la población habla una lengua no oficial en sus hogares. El 76,6 % de los residentes son cristianos, el 10,7 % no tiene religión, el 9,7 % son musulmanes, el 0,5 % son judíos y el 0,2 % son hindúes. El 2,3 % profesa otras creencias no determinadas.

## Economía

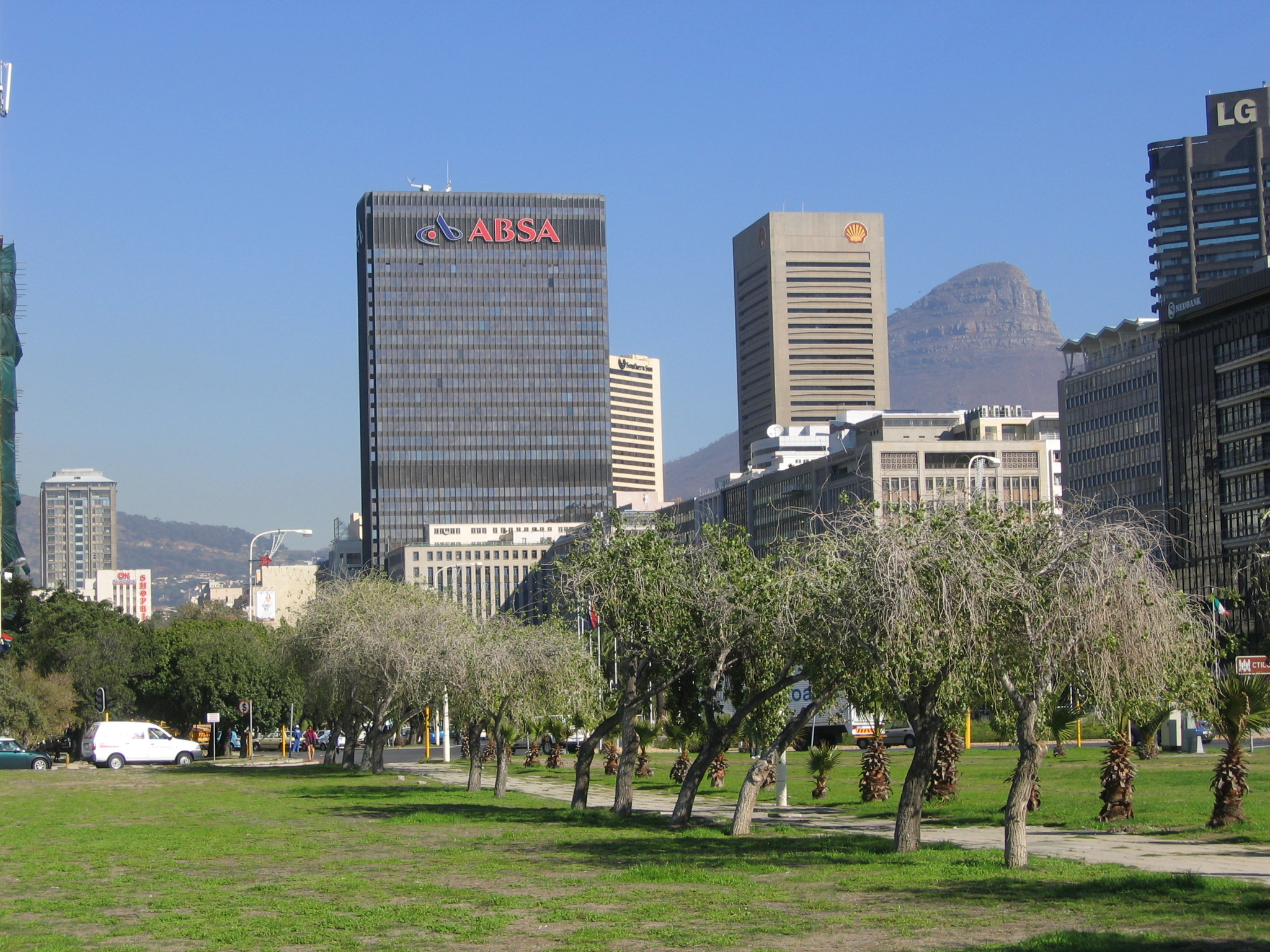
Distrito central de negocios de Ciudad del Cabo.

Ciudad del Cabo es el centro económico de la provincia del Cabo Occidental, además de ser el principal centro industrial de la región. También cuenta con el principal puerto y aeropuerto de la región. Al ser la capital de la Provincia Occidental del Cabo, así como la sede del Parlamento Nacional, ha dado lugar a mayores ingresos y al crecimiento de las industrias relacionadas con el gobierno. La ciudad acoge muchas conferencias, en particular en el nuevo Cape Town International Convention Center, inaugurado en junio de 2003. La ciudad se ha beneficiado recientemente de un auge en el sector inmobiliario y de la construcción, debido a la Copa Mundial de la FIFA 2010.
La mayoría de las empresas con sede en la ciudad son las compañías de seguros, grupos minoristas, editoriales, diseño, diseñadores de moda, empresas de transporte, compañías petroquímicas, arquitectos y agencias de publicidad.
Gran parte de la producción se comercializa a través del puerto de Ciudad del Cabo o el Aeropuerto Internacional de Ciudad del Cabo. La mayoría de las empresas de construcción naval e industrial tienen oficinas locales en Ciudad del Cabo. La provincia es también un centro para el desarrollo de la energía para el país, con la actual central de energía nuclear de Koeberg que proporciona energía a las necesidades del Cabo Occidental. Recientemente, los exploradores de petróleo han descubierto petróleo y gas natural en la costa del Océano Atlántico. El Cabo Occidental es una importante región turística en Sudáfrica; la industria del turismo representa el 9,8% del PIB de la provincia y emplea a un 9,6% de los trabajadores de la provincia. En 2004 más de 1,5 millones de turistas internacionales visitaron la zona. La industria minera en Ciudad del Cabo ha estado en auge en los últimos 6 años. 6000 mineros están empleados en esta industria desde 2002. La ciudad fue nombrada recientemente como la ciudad más emprendedora en Sudáfrica.

### Turismo

Vista de la ciudad y de la Montaña de la Mesa, un imán turístico. A la derecha el barrio de Camps Bay.

Una media de 1’5 millones de turistas anuales visitan Ciudad del Cabo. Es la ciudad más famosa de Sudáfrica, que se puede disfrutar con atracciones, vistas y actividades.
Respecto a las actividades al aire libre, Ciudad del Cabo tiene una variedad de deportes tales como escalada, buceo, golf y parapente, entre otros. Las playas son ideales para los deportes acuáticos, incluyendo el surf, windsurf y kayak. El más popular es el buceo, con lo que es habitual encontrar cuevas de tiburones.
La playa de Boulders forma parte de un lugar en conservación, el parque nacional Table Mountain, que forma parte del hábitat de pingüinos. Es un área donde se puede explorar y nadar junto a estos animales.

## Deporte

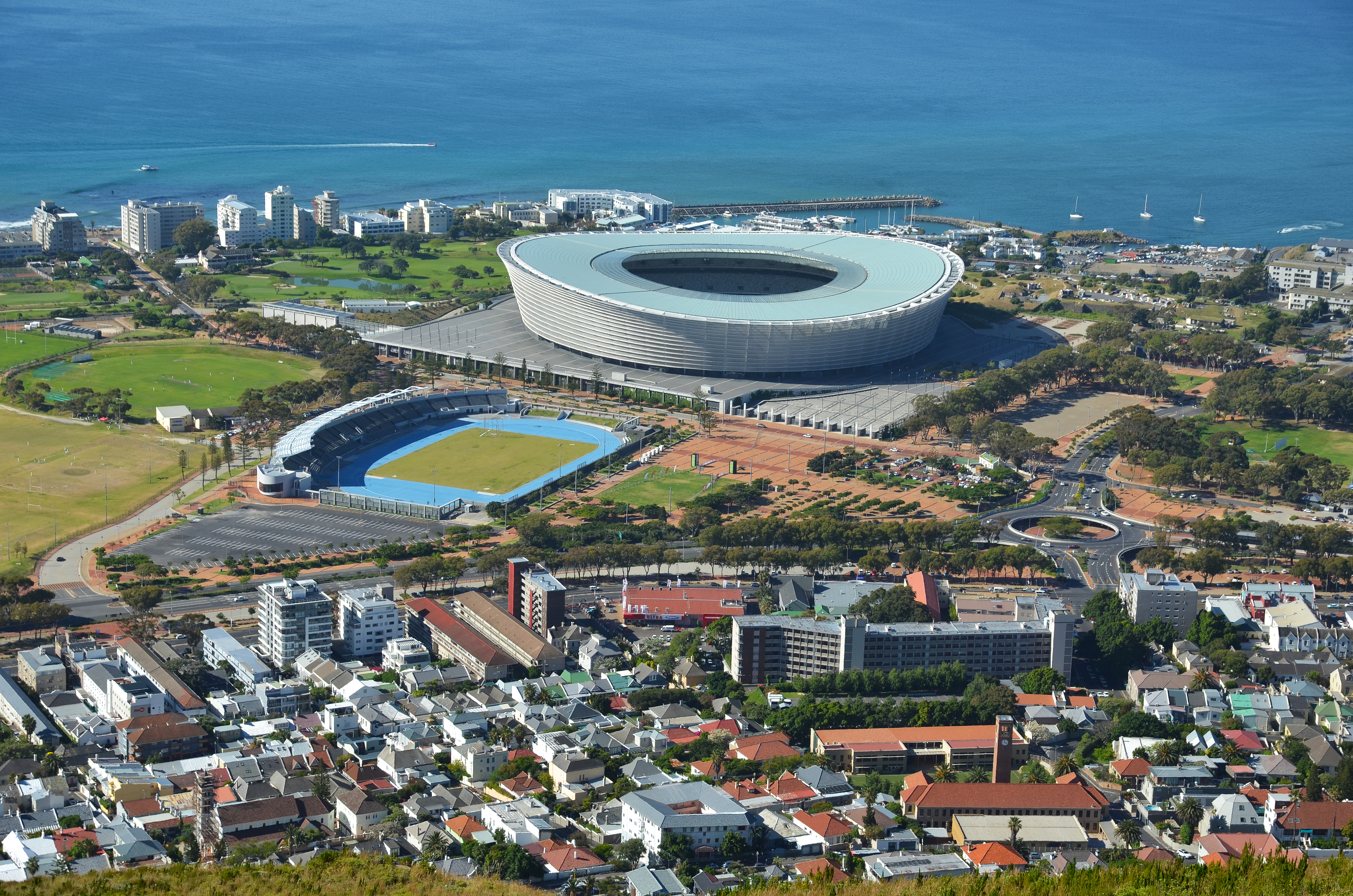
El nuevo estadio de Ciudad del Cabo, junto al antiguo estadio Green Point.

Los deportes más populares de Ciudad del Cabo por participación son el cricket, el fútbol, la natación y el rugby. En rugby, Ciudad del Cabo es sede del Western Province, que juega en el Newlands Stadium y compite en la Currie Cup. Además, los jugadores del Western Province (junto con el Boland Cavaliers de Wellington) comprenden los Stormers en la competición Super Rugby del Hemisferio Sur. Ciudad del Cabo también es escenario habitual de la selección nacional, los Springboks, y los partidos organizados durante la Copa del Mundo de Rugby de 1995, incluyendo la ceremonia de apertura y el partido inaugural, así como los All Blacks frente a Inglaterra en semifinales que vieron Jonah Lomu ejecutar en cuatro intentos.
El fútbol, también conocido como soccer en Sudáfrica, también es popular. Dos clubes juegan en Ciudad del Cabo en la Premier Soccer League (PSL), la primera división del fútbol sudafricano. Estos equipos son el Ajax Cape Town, que se formó como resultado de la fusión de 1999 del Seven Stars y el Cape Town Spurs junto con el Chippa United. Ciudad del Cabo fue también sede de varios de los partidos de la Copa Mundial de Fútbol de 2010, incluyendo una semifinal, que se celebró en Sudáfrica. La Ciudad Madre construyó un nuevo estadio con capacidad para 70 000 espectadores (estadio Green Point) en la zona de Green Point, que además albergará la final del Campeonato Africano de Naciones de 2014.
En el cricket el Cabo está representado por el Cape Cobras en el Newlands Cricket Ground. El equipo es el resultado de una fusión del Western Province Cricket y el Boland Cricket. Toman parte en las Supersport Series y Standard Bank Cup Series. El Newlands Cricket Ground es escenario habitual de los partidos internacionales.
Ciudad del Cabo tiene aspiraciones olímpicas: en 1996, Ciudad del Cabo fue una de las cinco ciudades candidatas oficiales preseleccionados por el COI para albergar los Juegos Olímpicos de 2004. Aunque el evento finalmente fue en Atenas, Ciudad del Cabo llegó al tercer lugar. Ha habido una cierta especulación de que Ciudad del Cabo es la búsqueda de la nominación del Comité Olímpico Sudafricano como candidatura para los Juegos Olímpicos de 2020.

## Ciudades hermanadas
Ciudad del Cabo está actualmente hermanada con:
- Niza 1974[22]
- Haifa 1975[23]
- Aquisgrán 2000[24]
- San Petersburgo 2001[25]
- Hangzhou 2001[26]
- Buenos Aires 2011
- Santa Fe
- Túnez
- Londres